# Amphiagrion saucium
Amphiagrion saucium là loài chuồn chuồn trong họ Coenagrionidae. Loài này được Burmeister mô tả khoa học đầu tiên năm 1839.